# Curriculum vitæ
Et curriculum vitæ eller curriculum vitae (forkortes CV eller cv) er en kort levnedsskildring, der oplyser om uddannelses- og erhvervsmæssige kvalifikationer, og som anvendes i forbindelse med skriftlige jobansøgninger.
Cicero var ophavsmand til ordet curriculum vitæ (latin for "livsløb").